# Valle inferior del río Chubut
El Valle inferior del río Chubut (denominado VIRCH y en idioma galés: Dyffryn Camwy, traducido como «valle del Chubut») es una zona fértil ubicada en el nordeste de la provincia del Chubut (Argentina), atravesado por el río homónimo, desde Boca Toma y Tyr Halen pasando por las zonas rurales de 28 de julio, Tom Bach, Dolavon, Glan Alaw, Maesteg, Bethesda, Bryn Crwn, La Angostura, Villa Inés, Gaiman, Bryn Gwyn, Drofa Dulog, Treorky, Puente San Cristóbal, Hendre, Trelew, Glyn Du, Tres Sauces y Rawson, hasta su desembocadura en el océano Atlántico en donde se encuentra Playa Unión, Puerto Rawson y Playa Magagna.
Tiene una superficie total de 60.000 ha, con aproximadamente 90 km de longitud y un ancho variable entre 7 y 10 km.
La región se ha desarrollado en relación con las actividades de explotación agrícola-ganadera e incluye las ciudades de Rawson, capital de la provincia, Trelew, mayor centro comercial y de servicios (además de ser la ciudad más populosa), Gaiman, Dolavon, la comuna rural de 28 de Julio, y numerosos núcleos rurales de origen galés.
Desde los puntos de vista histórico y económico, se vincula además estrechamente con la ciudad de Puerto Madryn, setenta kilómetros al norte, sobre las márgenes del Golfo Nuevo.

## Geografía

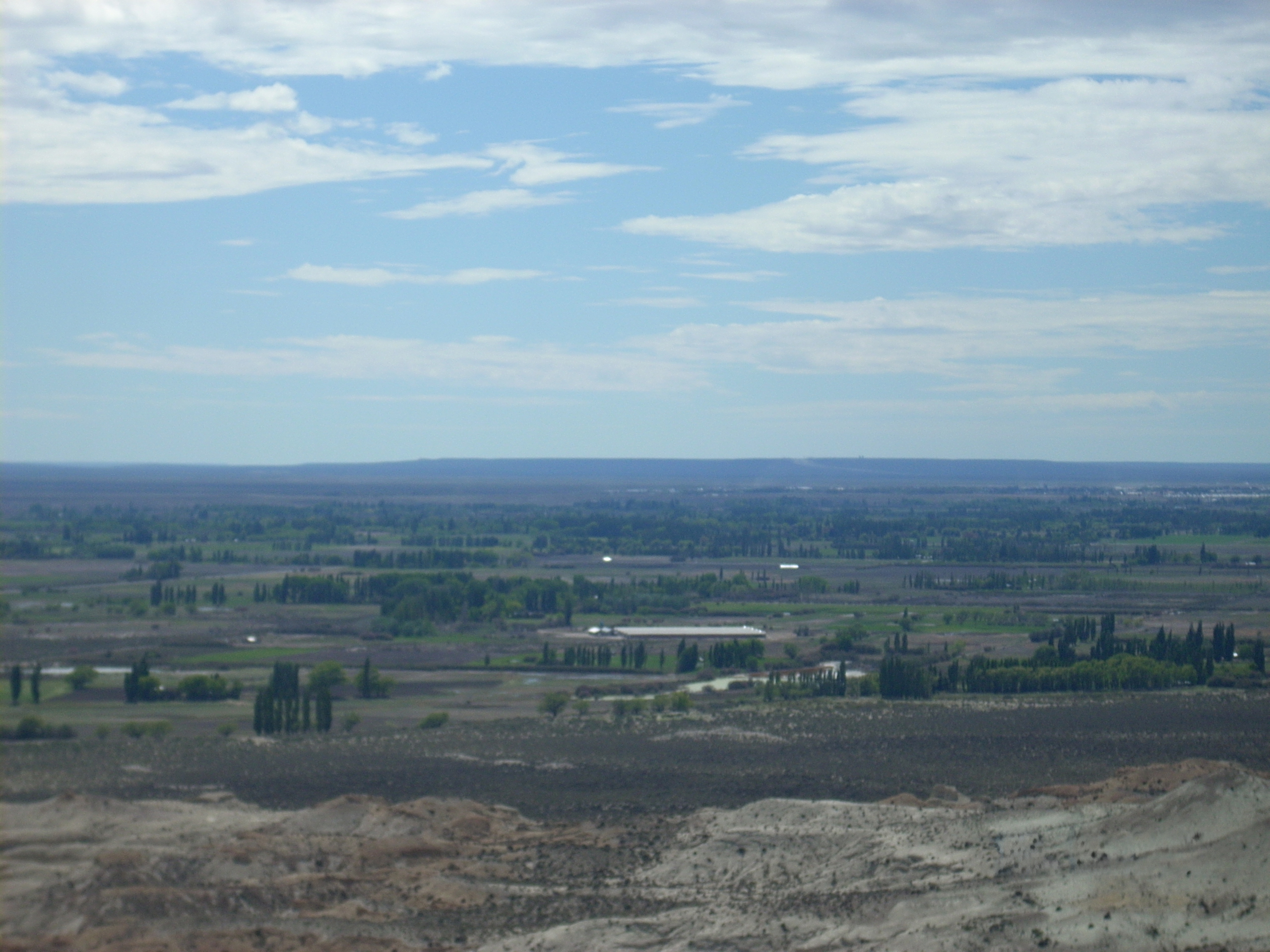
Vista del valle desde el Geoparque Bryn Gwyn.

Conforme a los registros meteorológicos que realizó la Estación Trelew del Instituto Nacional de Tecnología Agropecuaria (INTA), el tipo climático es templado-frío-ventoso. Las escasas precipitaciones distribuidas a lo largo del año poseen un promedio de 170 a 190 mm. La temperatura mínima absoluta es de –12,0 °C mientras que la máxima absoluta supera los 38,0 °C. Los vientos predominantes tienen una dirección oeste y sudoeste. Además, las presencia de heladas cubren 248 días como promedio.

## Riego

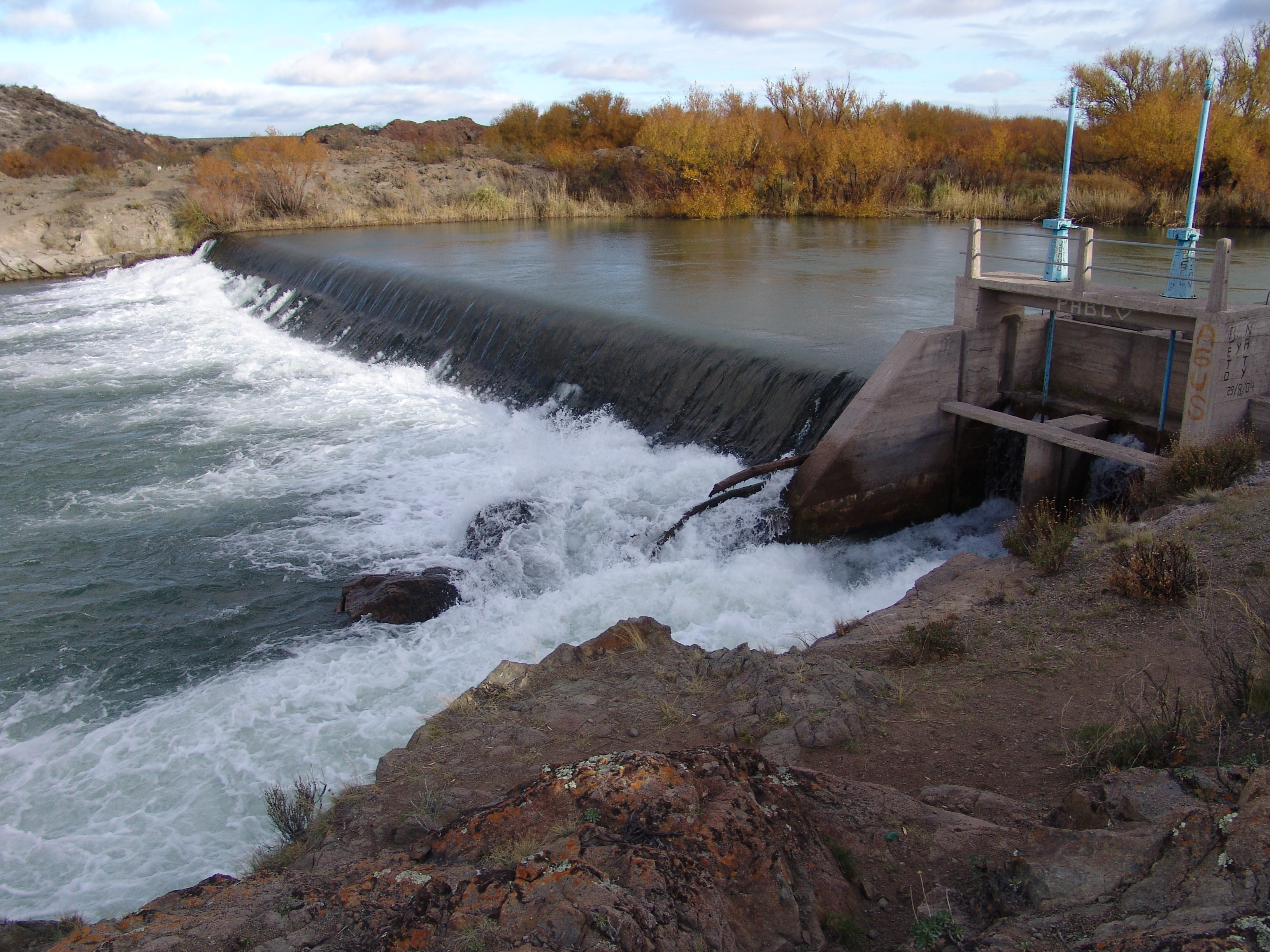
Boca Toma.

La principal y única fuente de agua es el río Chubut, pero la zona tiene un índice de lluvias anuales muy escaso por lo que la producción agrícola en el valle con riego natural de lluvia no es posible y además, generalmente los meses de invierno es el que más precipitaciones tiene y en verano que es cuando más se necesita el agua es cuando las precipitaciones escasean. Por lo tanto se han realizados dos importantes obras para el control de crecidas y el uso de canales de riego.
El Dique Florentino Ameghino se proyectó para el control de crecidas, la derivación de caudales para riego y la generación de energía eléctrica. La Boca Toma se trata de un murallón de cemento sobre el lecho del río que provoca un desnivel importante en él, suficiente como para verter agua hacia los dos principales canales de riego: Norte y Sur, estos canales, junto con los secundarios recorren el valle en forma paralela al río y se ubican en las márgenes norte y sur, respectivamente. Dichos canales fueron construidos a fines del siglo XIX por los colonizadores galeses y ello posibilitó el surgimiento de un valle agrícola en una región que se caracteriza por la aridez. El agua es llevada desde los canales principales hasta los secundarios y de allí, hasta los surcos que poseen cada chacra. Hoy se contabilizan 23.480 hectáreas regadas.

## Historia

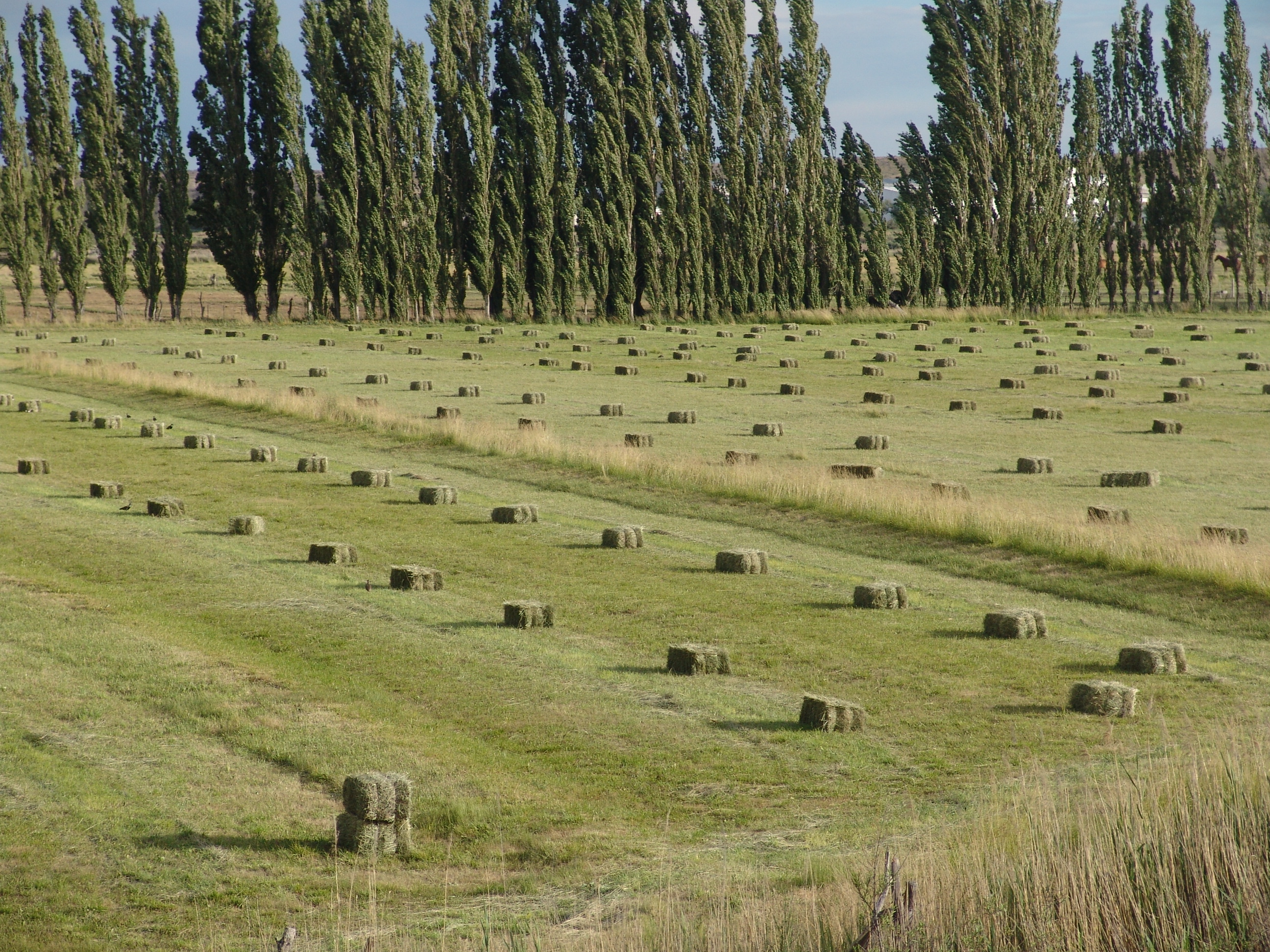
Fardos de alfalfa.

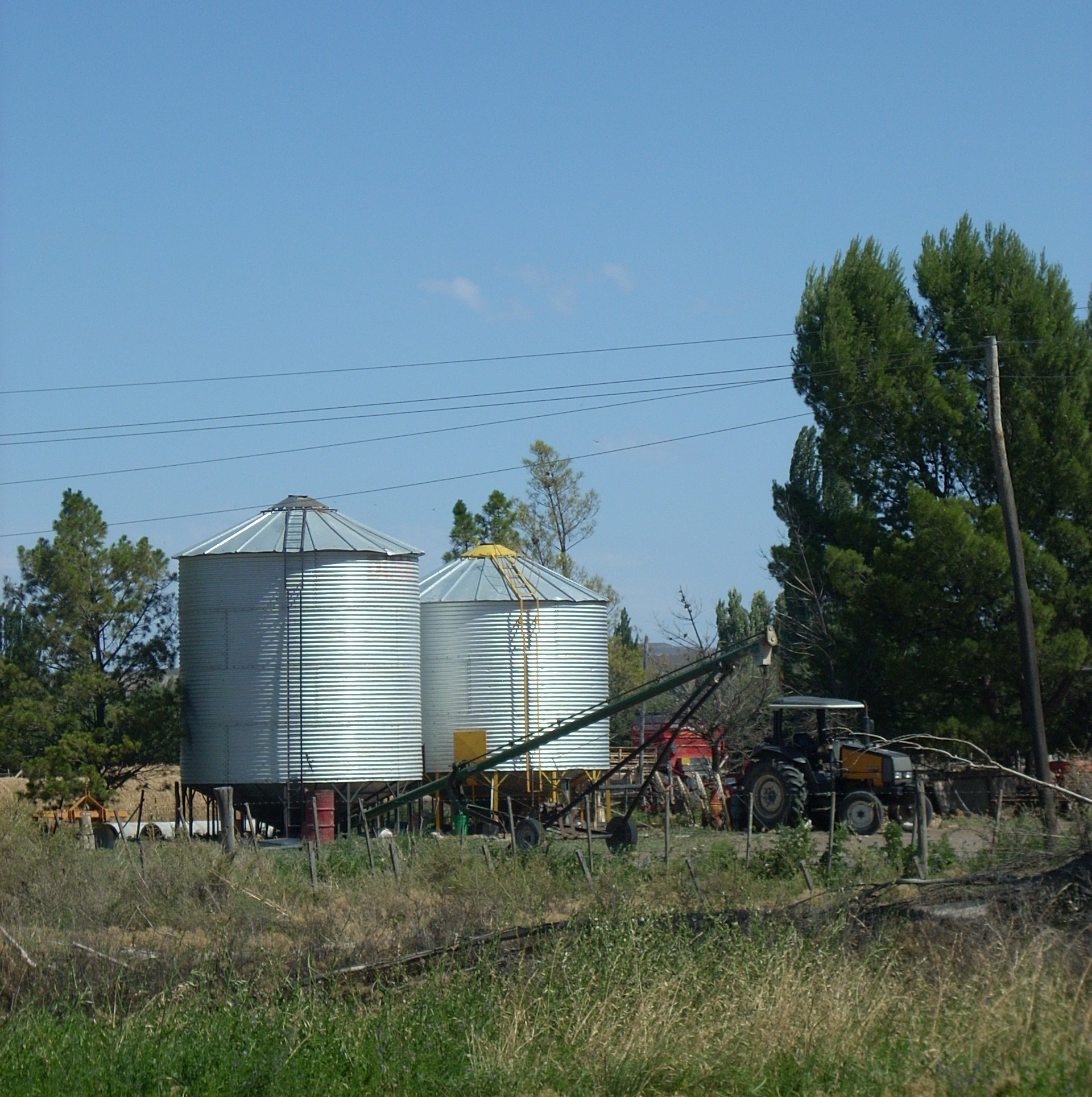
Silos en el valle

En 1865, con la llegada de los primeros colonos galeses a Bahía Nueva en el velero Mimosa se inicia un proceso de poblamiento que especialmente en sus primeros años no estuvo exento de obstáculos y sacrificios.
Una vez que llegaron al valle, su primer establecimiento era una pequeña fortaleza: el Caer Antur (del galés: Fuerte Aventura), que fue reemplazado por el nombre de Trerawson (del galés: Pueblo de Rawson) o simplemente Rawson, en honor a las gestiones realizadas por el ministro Guillermo Rawson para la instalación de la colonia. La situación económica de la colonia fue difícil durante los primeros años, ya que los inmigrantes desconocían cómo cultivar la tierra y cómo criar el ganado, ya que en su mayoría eran mineros; además, las primeras casas aquí fueron arrastradas por una riada en 1865, y nuevas casas se construyeron. Las inundaciones también arrastraron cultivos de papa y maíz.
Las precipitaciones en la zona eran mucho menor que los colonos habían hecho esperar, lo que lleva a la pérdida de cosechas. Esto generó gran descontento con los pobladores (particularmente hacia Lewis Jones), ya que se les había dicho que la zona era similar a las tierras bajas de Gales (húmedas y fértiles), lo que provocó a su vez que algunos emigraran hacia otros sitios de Argentina.
Los colonos, encabezados por Aaron Jenkins (cuya esposa Rachel fue la primera en plantear la idea de la utilización sistemática de los canales de riego), pronto descubrieron que las tierras aledañas al Río Chubut (en galés, Afon Camwy, "río sinuoso") solo son fértiles si eran regadas. Entonces, establecieron por primera vez la Argentina un sistema de riego basado en el río; el sistema consistía en regar un área de 3 o 4 millas (5 o 6 km) a cada lado de la milla 50 (80 km) desde el tramo de río y la creación de las tierras más fértiles de la Argentina.

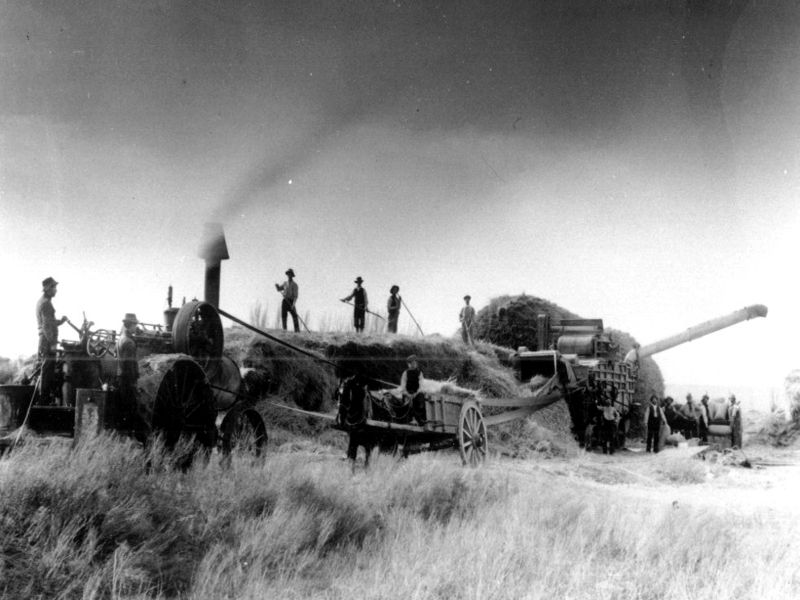
Grupo de hombres (en su mayoría colonos galeses) ocupados en la tarea de la trilla, hacia 1910

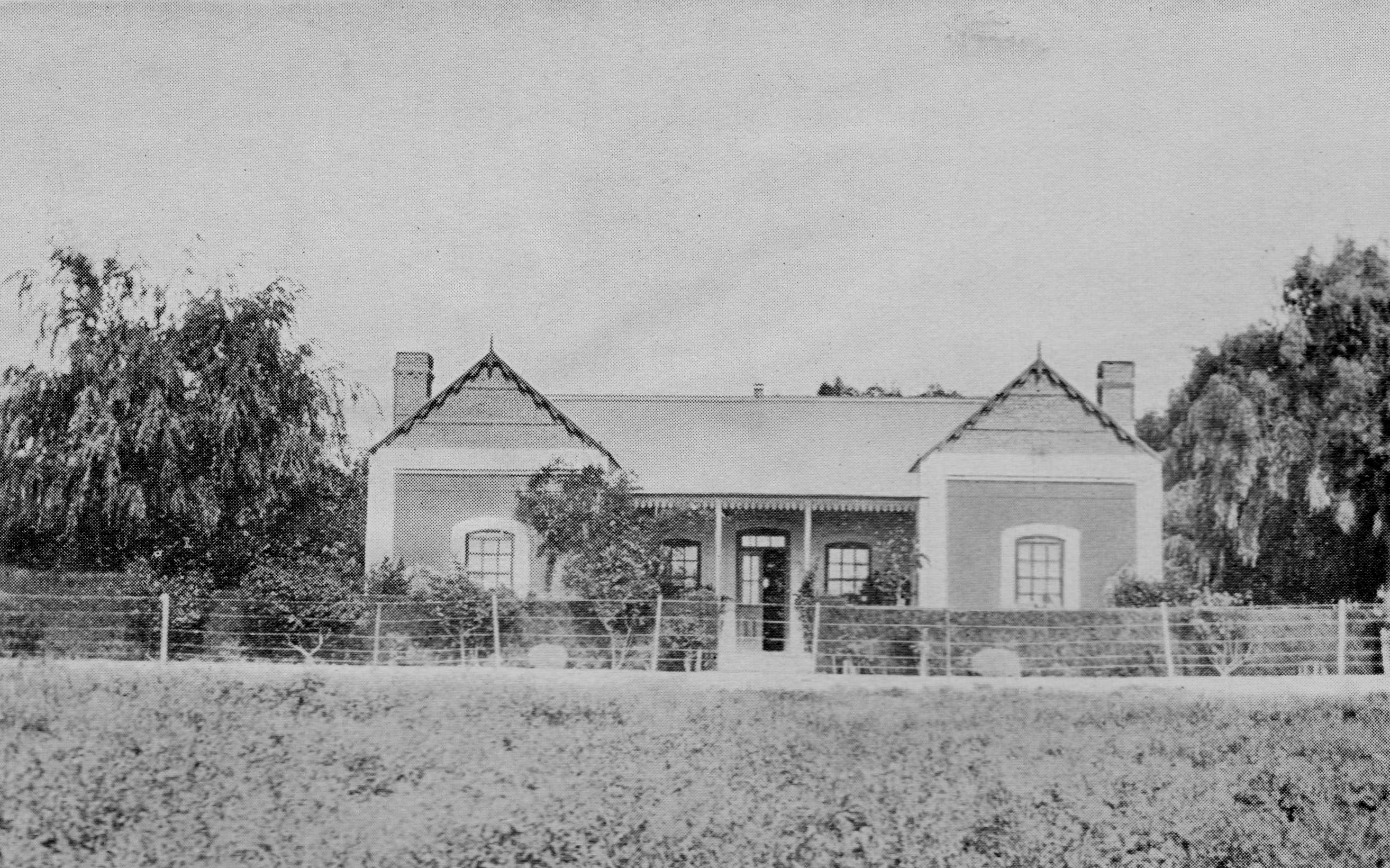
Casa de campo cerca de 1900.

Durante los primeros tiempos sus prácticas agrícolas estuvieron dedicadas al cultivo de trigo. En esta etapa, los agricultores eran dueños de herramientas rudimentarias y tenían dos o tres yuntas de caballos utilizados para las labores agrícolas. En 1885 la producción de trigo alcanzó 6.000 toneladas, con el trigo producido por la colonia han ganado la medalla de oro en las exposiciones internacionales en París y Chicago.
Los galeses no conocían la alfalfa en los primeros años, hasta que se la fue incorporando lentamente y en 1909 se obtuvo una cosecha exitosa, situación que fue progresiva en el tiempo. Para la década de 1950 el cultivo de la alfalfa permitió el desarrollo de la actividad ganadera bovina y ello convergió en mayor producción de leche, quesos y otros derivados.
Iniciado el desarrollo productivo del Valle, el segundo problema consistió en la necesidad de lograr la salida de los productos hacia el mercado, especialmente el trigo, condición necesaria para obtener la viabilidad económica de la colonia.
Según Love Jones Parry Madryn debía construirse una línea ferroviaria entre el valle y el Golfo Nuevo, ya que "barcos de más de doce pies de calado no podrían penetrar el río Chubut". De esta forma, la idea de un ferrocarril que uniera al puerto de aguas profundas con la colonia del valle fue anterior al establecimiento efectivo de esta última.

### Ferrocarril Central del Chubut

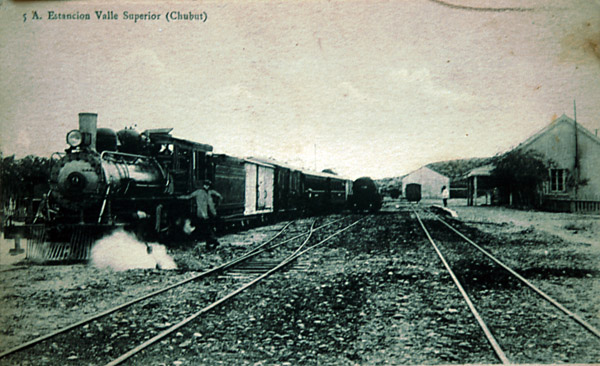
Estación Dolavon en sus primeros años.

El proyecto del ferrocarril, promovido por un grupo de inversores privados, fue aprobado por el Congreso Nacional mediante Ley 1539, de fecha 20 de octubre de 1884. Para la construcción se contrataron obreros galeses que arribaron a la futura Puerto Madryn desde Liverpool el 28 de julio de 1886. Un total de 300 personas arribaron en el vapor "Vesta", que trajo además materiales para el tendido de los rieles. La construcción se realizó partiendo de ambos extremos: la costa del Golfo Nuevo al norte, y "punta de rieles", en lo que se denominaba "Cañadón Ivan" en el valle del Río Chubut al sur. Los dos extremos produjeron, respectivamente, el desarrollo de los núcleos urbanos de Puerto Madryn y Trelew. El tendido de aproximadamente 70 km se completó en poco más de año y medio, para fines de 1887, e incluyó la primera línea telefónica de la región. Para una época en que el viaje a caballo dese el valle al Golfo Nuevo demandaba unas veinte horas, reducirlo a sólo dos horas gracias al ferrocarril fue todo un acontecimiento.
El ferrocarril se mantuvo bajo explotación de compañías privadas hasta 1922, en que es transferido al estado nacional. Mediante sucesivas ampliaciones se extienden ramales hasta Gaiman (1909), Dolavon (1915), Rawson (1923) y Alto Las Plumas (1924). Los proyectos para extender los ramales hasta Esquel, en el oeste de la provincia nunca se concretaron. La construcción del ferrocarril en trocha de 1,00 m y posteriormente bajo propiedad del estado en trocha angosta de 0,75 m impidieron cualquier conexión con el resto de la red ferroviaria argentina, y la línea finalmente fue desactivada en 1958. No obstante, durante más de medio siglo, el ferrocarril fue un elemento fundamental para el desarrollo regional.

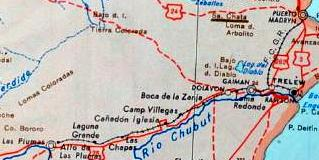
El ferrocarril Central del Chubut recorriendo todo el valle paralelo al río con sus localidades más importantes en un mapa de 1962.

### Primer municipio

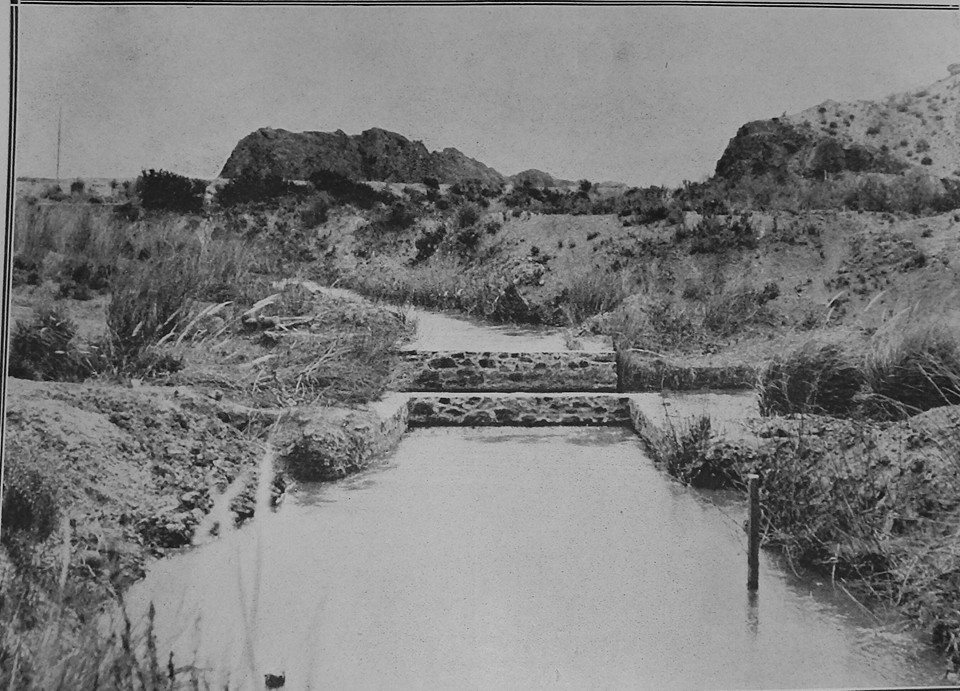
Canal de riego en el valle del Chubut.

El primer municipio del valle, y de la provincia del Chubut, fue el justamente denominado "Municipio del Chubut", con sede en Gaiman, creado en 1885 según lo previsto en la ley nacional 1532; aquí se realizaron las primeras elecciones municipales de todo el país bajo este marco legal, con un padrón de 85 electores.
En 1888, por resolución de la ya creada gobernación del Chubut, se constituye el segundo municipio en la capital del territorio, Rawson.

### 1960 - Actualidad
Luego del cierre definitivo del ferrocarril en 1961, el valle creció en el aspecto económico y demográfico. Tal como ocurrió en todo el territorio argentino, arribaron migrantes españoles, italianos, portugueses y de otros países europeos.
La decadencia de la agricultura del valle se precipitó con el ingreso de productos hortícolas de otras áreas agrícolas del país y la dificultad de comercialización externa. La declinación de la economía se agrava desde finales de los años 60 con el auge dado a la actividad industrial desde el gobierno. Ello provoca el crecimiento de las ciudades y las actividades productivas se concentran en la industria textil, construcción y servicios. Desde 1990, el retroceso económico fue general para el valle en su totalidad.
Ante la falta de rentabilidad, los pobladores rurales comienzan a abandonar sus chacras y se asentaron en los centros urbanos. En estos años comienza el arribo de familias de origen boliviano que se asientan en el valle e inician una práctica hortícola.

## Población

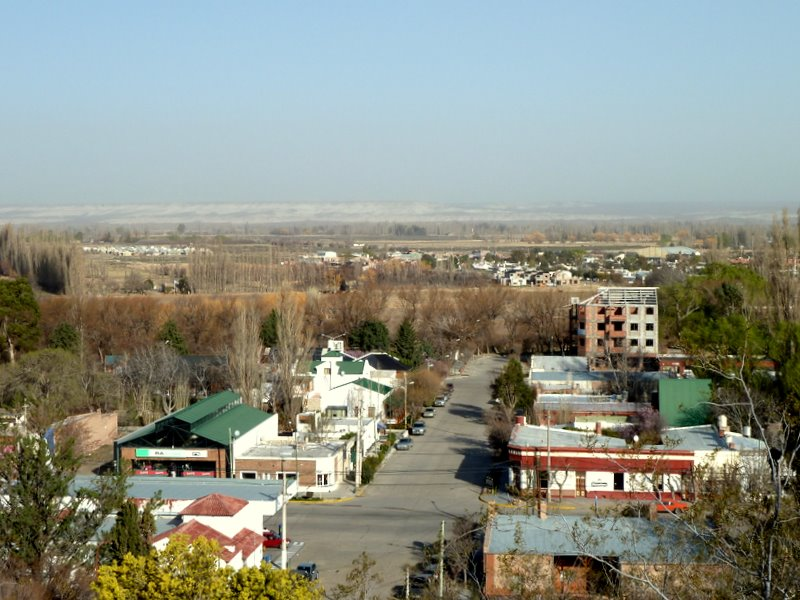
Vista de Gaiman, con el valle al fondo.

El valle abarca los departamentos de Rawson y Gaiman, y concentra buena parte de la población de la Provincia del Chubut, similar a la del Aglomerado urbano de Comodoro Rivadavia - Rada Tilly, en la Cuenca del Golfo San Jorge.
| Localidad           | Población (2001) |
| Dolavon             | 2.929 hab.       |
| Gaiman              | 4.292 hab.       |
| Playa Unión         | 3.187 hab.       |
| Puerto Rawson       | 192 hab.         |
| Rawson              | 22.493 hab.      |
| Trelew              | 99.201 hab.      |
| Veintiocho de Julio | 109 hab.         |
| Total               | 132.403 hab.     |

Además, el valle cuenta con varias zonas rurales que delimitaron los colonos galeses como Tyr Halen, Boca Toma, Tom Bach, Glan Alaw, Maesteg, Bethesda, Bryn Crwn, La Angostura, Villa Inés, Bryn Gwyn, Drofa Dulog, Treorky, Puente San Cristóbal, Hendre, Glyn Du, Tres Sauces y Playa Magagna.

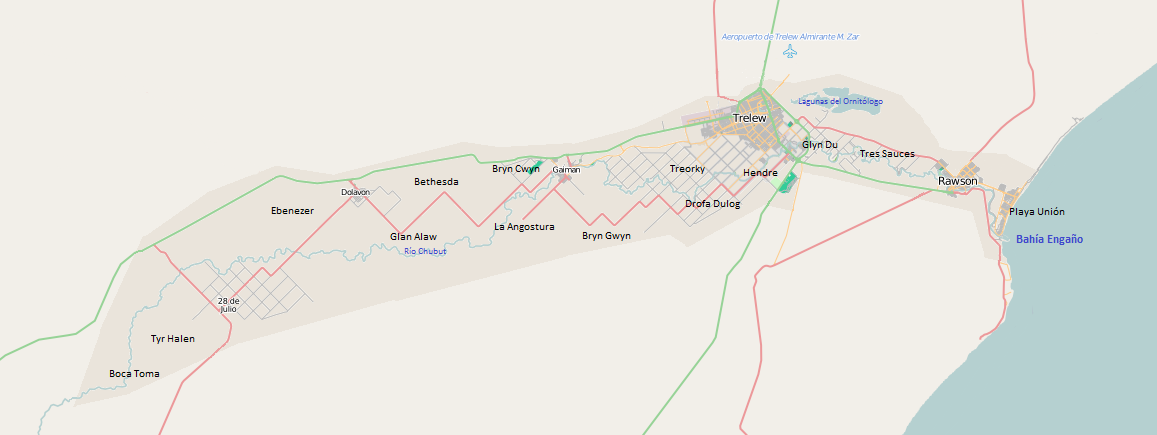
Mapa del valle con las localidades y zonas rurales

## Economía y producción

### Infraestructura

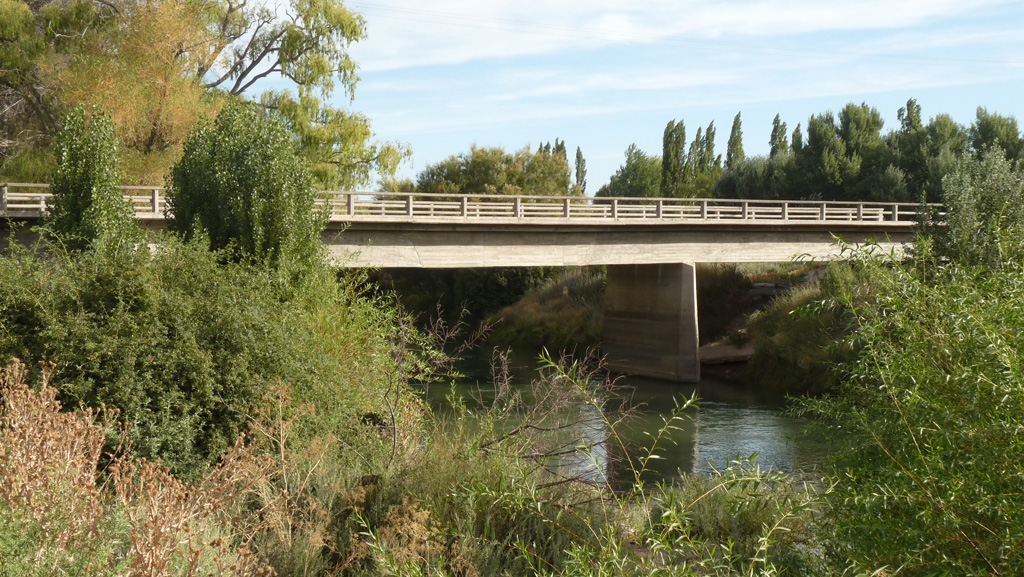
Puente sobre el río Chubut cerca de Trelew.

El valle está atravesado de oeste a este por dos rutas principales que corren paralelas entre sí: en la margen norte del río la ruta nacional 25 que prosigue hasta los Andes y por la margen sur del río la ruta provincial 7 que solo llega por el oeste hasta 28 de Julio. La ruta nacional 3 "corta" el valle a la altura de Trelew. Hasta mediados del siglo XX existió un ramal del Ferrocarril Central del Chubut que fue clausurado y unía el valle con Las Plumas y Puerto Madryn.
Las márgenes norte y sur del río Chubut en esta región están conectadas por 11 puentes (28 de Julio, Tom Bach, Maesteg, Gaiman, San Cristóbal, Stefyn James, Hendre, Maffía, Puente Nuevo, Puente del Poeta y Puente nuevo de Rawson) y tres pasarelas colgantes, antiguamente estos puentes eran de madera y solo uno de ellos aún se conserva así.

### Agricultura y ganadería

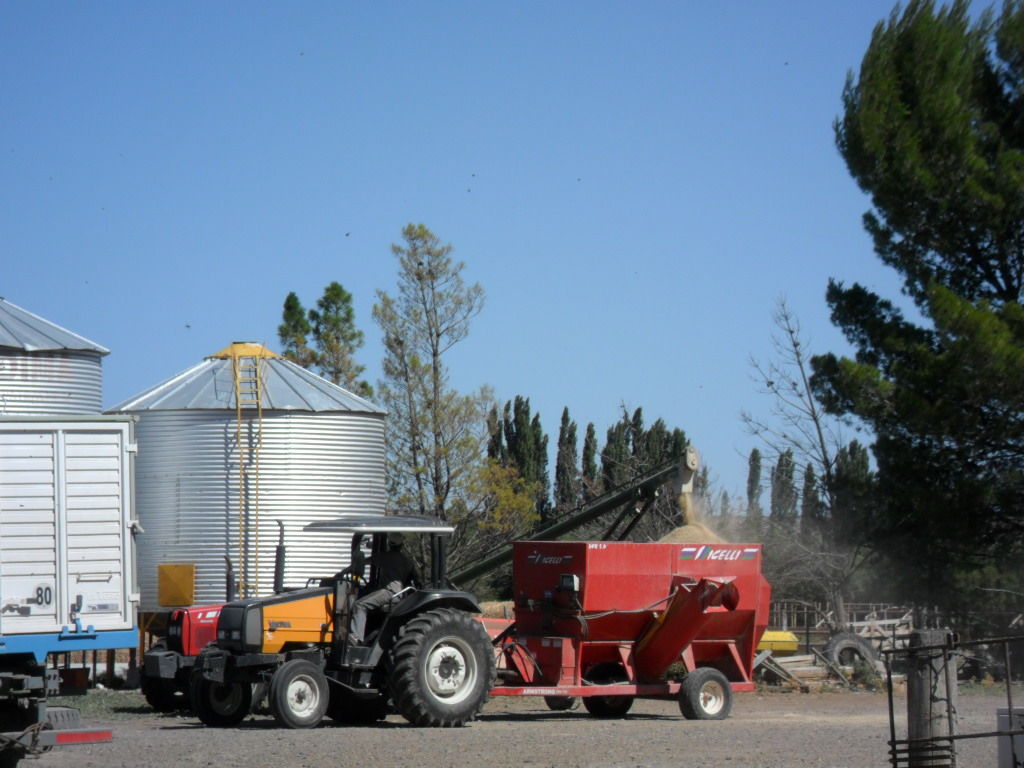
Tractor recolectando cereales de un silo.

El valle cuenta con 5000 ha dedicadas a la explotación de alfalfa, que representan el 83% de la superficie destinada a este cultivo en toda la Provincia. La mayor parte de la producción se destina a la henificación, y en menor proporción al pastoreo directo.
En sus inicios, en el valle también se cultivaban cereales (principalmente trigo). Actualmente, debido a una iniciativa del Ministerio de Agricultura, Ganadería y Pesca, se comenzó nuevamente a cultivar trigo y maíz.

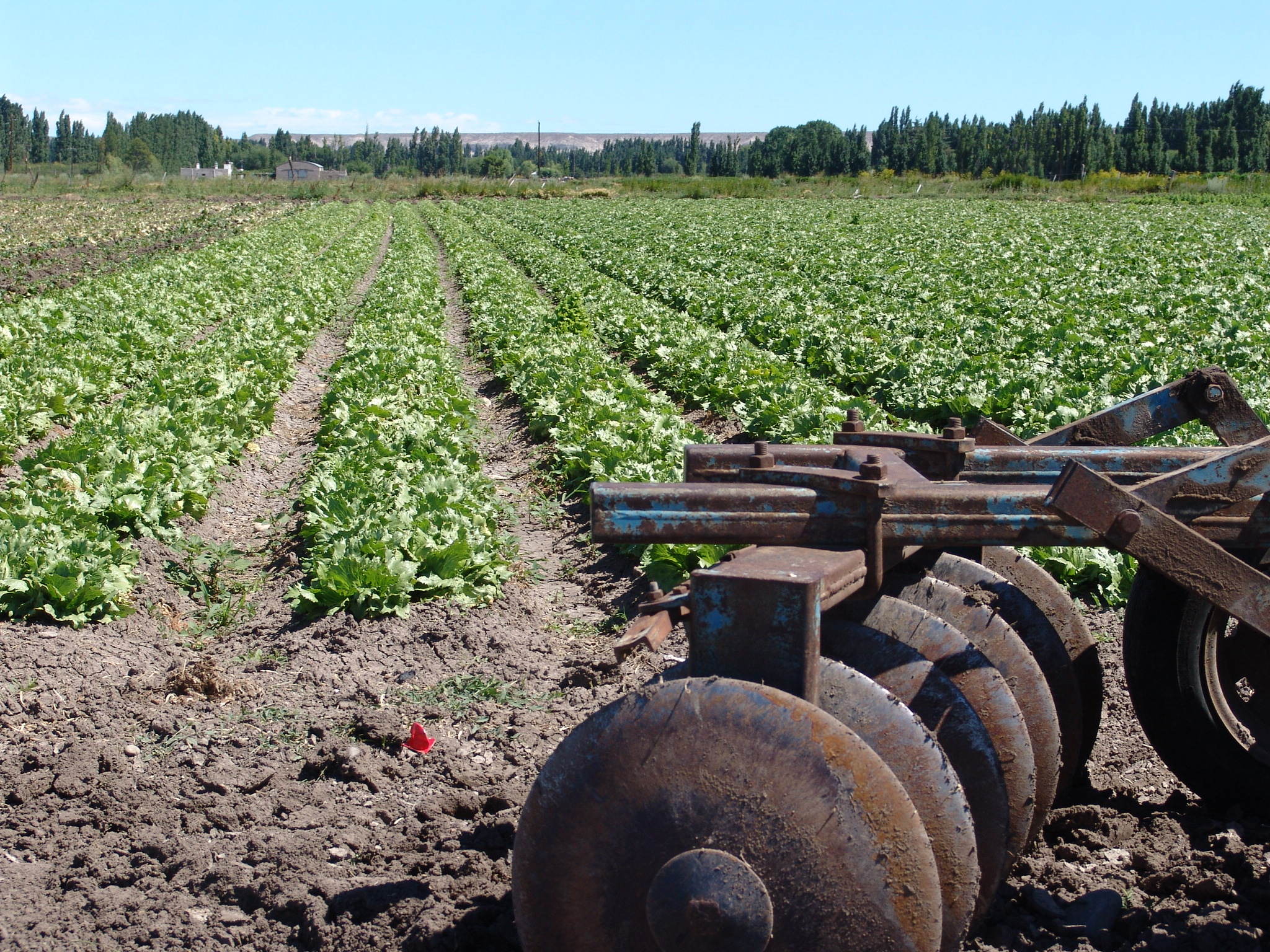
Producción de verduras en el valle.

La producción hortícola está constituida por papa, tomate, lechuga, acelga, cebolla, ajo y zanahoria, en su mayoría destinada al consumo regional. La mayoría de la producción hortícola es realizada por inmigrantes bolivianos que llegaron al valle hace unas décadas.

En fruticultura, destaca el crecimiento del cultivo de cereza, con unas 400 ha de plantación cuya producción ha comenzado ya a ser exportada. Se producen además manzana, pera, ciruela, frutilla, durazno, berries y uva de mesa. 

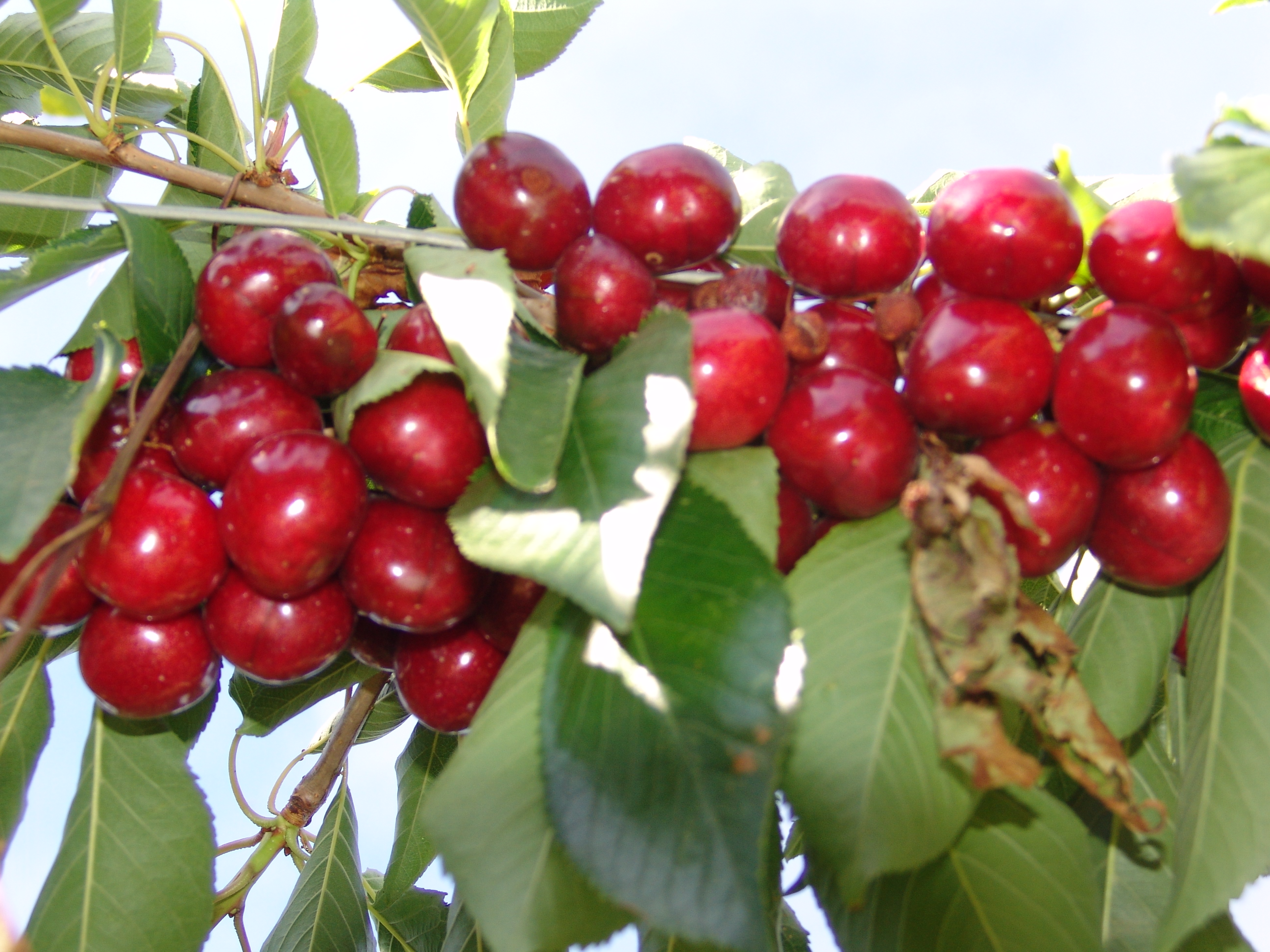
Plantación de cerezas.

Se han desarrollado en los últimos diez años varios establecimientos florícolas, produciendo flores y bulbos para exportación y para el mercado nacional.
Existen cooperativas de productores que coordinan el tratamiento post cosecha de los productos y organizan la comercialización.
Durante los últimos años se han desarrollado también actividades de procesamiento de carne y tambo ovino, con apoyo de programas del Instituto Nacional de Tecnología Agropecuaria.

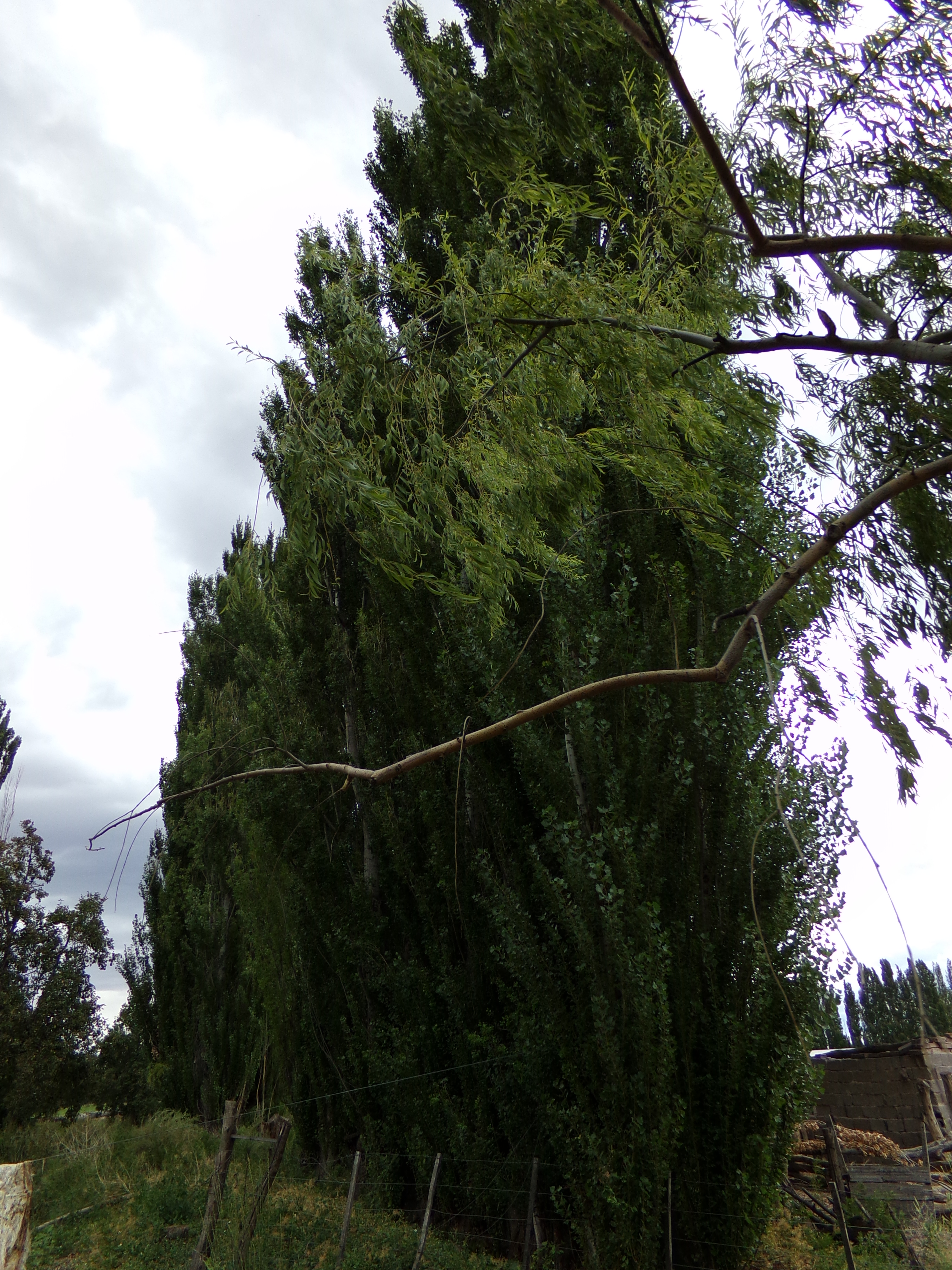
Cortina rompevientos en el valle.

### Industria

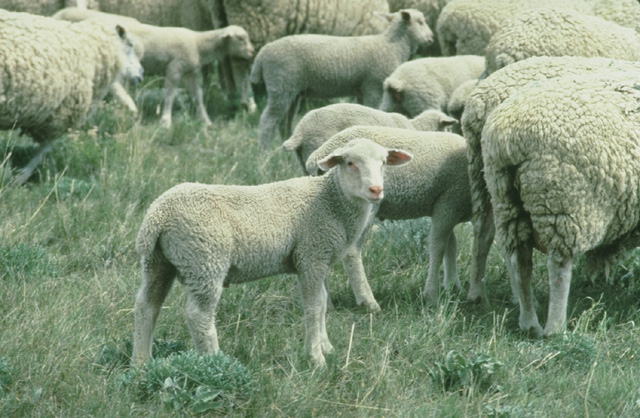
El procesamiento de productos ovinos es una de las principales actividades industriales del valle.

En la actividad industrial destaca la ciudad de Trelew como centro de servicios para el procesamiento de lana, a través de lavaderos y peinadurías que intervienen en el procesamiento del 90% de toda la lana ovina del país. La actividad en la industria textil se complementa con la producción de hilados sintéticos, actividad que floreció hasta la década de 1980 principalmente en Rawson y Trelew no por un fenómeno de integración productiva, ya que las materias primas son en su mayoría importadas, y los hilados se procesan en gran parte en otros lugares del país, sino como consecuencia de marcos legales e impositivos que favorecieron las radicaciones industriales. Después de haber sido el principal polo textil sintético del país, subsitían hacia 2006 en Trelew unas doce empresas de fabricación de hilado sintético basado en nylon, incluyendo talleres de confección de marcas reconocidas.

### Turismo
La actividad turística se ha incrementado en forma constante desde fines del siglo XX principalmente por la amplia difusión que han tenido los atractivos de la fauna provincial a nivel internacional. Trelew funciona como centro receptivo mediante su aeropuerto Almirante Zar, y la otra puerta de entrada del turismo extranjero son los cruceros que atracan frecuentemente en Puerto Madryn.

#### Agroturismo
En los últimos años en el valle se ha desarrollado el agroturismo. Algunas chacras ofrecen visitas guiadas en las que se pueden disfrutar de la belleza de los lugares, conocer detalles de la producción, actividades particulares de cada chacra, de la historia de la colonización del valle y de la vida en el ámbito rural. Además, se realizan elaboración de productos artesanales agroindustriales como dulces, licores, conservas, encurtidos, chacinados, quesos, etc., que pueden ser degustados y comprados.

#### Reservas naturales
Desde allí se visitan las reservas faunísticas en la Península Valdés y zonas cercanas, incluyendo Puerto Pirámides, centro del avistaje de ballena franca austral en el Golfo Nuevo, Punta Norte, único apostadero continental de elefantes marinos del sur, caleta Valdés, y numerosas reservas de lobos marinos y aves marinas.
A 100 km al sur del valle, la reserva de Punta Tombo es el mayor apostadero de cría y reproducción de pingüinos de Magallanes.
A 90 km de Trelew por la Ruta Nacional 25 se encuentra el área protegida Custodio Rural Bosque Petrificado Florentino Ameghino, un sitio de interés paleontológico en el cual se observan troncos petrificados de más de 60 millones de años y restos de fósiles marinos. Se realizan actividades científico-educativas, guiadas, estudios geológicos, etc.
Desde Puerto Rawson se efectúan avistajes de toninas overas.

#### Playas y deportes de mar
Desde fines de noviembre hasta marzo, todo el litoral marítimo ofrece playas de distintas características, incluyendo las de mar abierto con fuerte oleaje como Playa Unión, junto a la desembocadura del río Chubut, o en los golfos, con aguas más tranquilas, como las playas de Puerto Madryn.
Las playas fueron históricamente utilizadas para la recreación de la población local, pero el crecimiento global del turismo las ha ido posicionando también como alternativa, teniendo en cuenta que las condiciones climáticas durante el Verano no difieren sustancialmente de otros balnearios más al norte en la costa atlántica, y que progresivamente ha ido aumentando la inversión en servicios y hotelería.
Se realizan anualmente concursos de pesca variada de costa, a través de clubes con sede en Rawson, Trelew y Puerto Madryn. Otras actividades deportivas son el wind surf en Playa Unión, buceo en el Golfo Nuevo, trekking de playa y meseta, cabalgatas y turismo de estancia, excursiones arqueológicas.

#### Turismo cultural

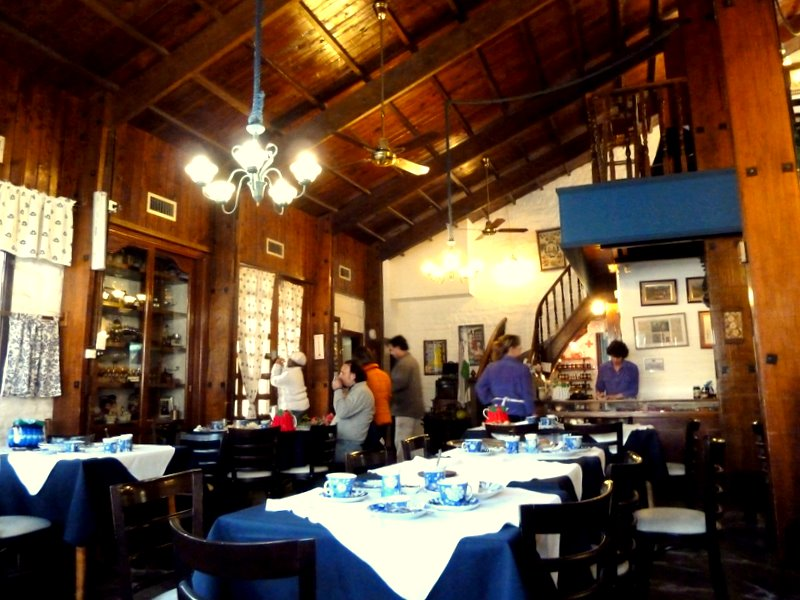
Casa de té galés en Gaiman.

El tercer atractivo turístico lo constituye el acervo cultural de la colonia galesa que pobló originalmente el valle, cuyos descendientes mantienen vivas numerosas tradiciones.
El centro de esta actividad es la ciudad de Gaiman, donde se visitan las casas de té galés, una de las cuales guarda testimonios de la visita que efectuara en noviembre de 1995 la Princesa de Gales, Lady Diana Spencer.
En la plaza principal de Gaiman se encuentra el que se cree es el primer monumento dedicado a Cristóbal Colón en Sudamérica, inaugurado en 1893, el túnel del ferrocarril central del Chubut de más de 200 m de longitud, construido en 1914 ,el Museo Regional que ocupa la vieja estación ferroviaria, y numerosas capillas galesas, distribuidas también por el resto del valle.
En Trelew se realiza anualmente el Eisteddfod del Chubut, a fines de octubre, un festival tradicional que recibe invitados de todo el país y de la lejana Gales, y que constituye una expresión cultural única de la cultura galesa en la Argentina. También en la ciudad se encuentra el Museo Regional Pueblo de Luis y el Museo Paleontológico Egidio Feruglio, uno de los más importantes del país, al sur de Gaiman, sobre las bardas, se encuentra el Parque Paleontológico Bryn Gwyn.